# Newt
Newt — это библиотека для создания приложений цветного текстового режима, использующая виджеты для построения пользовательских интерфейсов. С её помощью можно добавлять окна, текстовые поля, флажки, переключатели, метки, прокручиваемые области и другие элементы интерфейса к текстовому пользовательскому интерфейсу. Также в пакет входит общая библиотека, необходимая для программ, собранных с использованием Newt, а также утилита командной строки whiptail, предоставляющая наиболее часто используемые функции dialog. Библиотека основана на slang. Название является аббревиатурой от Not Erik's Windowing Toolkit («не оконный тулкит Эрика»).

## Обзор
Newt изначально разрабатывалась для установщика Red Hat Linux и ориентирована на простоту, понятность интерфейса и малый объём кода. В отличие от большинства современных графических библиотек, она не использует архитектуру, управляемую событиями.
Окна создаются и уничтожаются в виде стека (удаление происходит в обратном порядке создания). Верхнеуровневое окно всегда является модальным. Многие поведения, такие как порядок перехода между виджетами, сложно или невозможно изменить.
В исходном коде реализована поддержка управления мышью с использованием GPM (драйвера мыши), но многие пользователи сообщают, что Newt и Whiptail не реагируют на управление мышью.
Эти ограничения упрощают как архитектуру библиотеки, так и код программ, использующих её, но в то же время накладывают ограничения на дизайн интерфейса.

## Использование
Функциональности Newt вполне достаточно для установки операционной системы, и библиотека применялась в инсталляторах, ориентированных на простоту. Также она используется в некоторых системных утилитах (например, Partimage), где важна функциональность, а не внешний вид.

## Совместимость
Newt написана на языке C, но существуют привязки к другим языкам, например, Python.

## Варианты
Проект gNewt (в настоящее время неактивен) предлагал альтернативную реализацию на базе GTK, полностью совместимую с Newt. Она могла быть заменена во время выполнения без перекомпиляции. gNewt, как компонент GTK, поддерживает управление мышью, в отличие от оригинального Newt, рассчитанного на клавиатуру.